# Comai
Comai (chữ Tạng: མཚོ་སམད་རྫོང་; Wylie: mtsho smad rdzong; ZWPY: Comai Zong, tiếng Trung: 措美县; bính âm: Cuòměi Xiàn, Hán Việt: Thố Mỹ huyện) là một huyện của địa khu Sơn Nam (Lhoka), khu tự trị Tây Tạng, Trung Quốc. Comai nổi tiếng với giống chố ngao Tây Tạng.

### Trấn
- Thố Mỹ (措美镇)
- Triết Cổ (哲古镇)

### Hương
- Nãi Tây (乃西乡)
- Cổ Đôi (古堆乡)